# Чернець Іван Арсентійович
Іва́н Арсе́нтійович Черне́ць (нар. 1920 — пом. 1999) — радянський письменник і журналіст, в роки Другої світової війни — військовий льотчик, командир авіаційної ланки 7-го гвардійського штурмового авіаційного полку (230-та штурмова авіаційна дивізія, 4-та повітряна армія), гвардії старший лейтенант. Герой Радянського Союзу (1945).

## Життєпис
Народився 19 січня 1920 року в селі Троїцькому, нині Любашівського району Одеської області, в селянській родині. Українець.
Після закінчення семирічки навчався в Одеському морському технікумі й Одеському аероклубі. Працював механіком на Миколаївському суднобудівному заводі.

### Військова кар'єра
До лав РСЧА призваний 1 вересня 1940 року. У 1941 році закінчив Чернігівське військове авіаційне училище, отримавши військове звання «сержант».
Учасник німецько-радянської війни з 29 листопада 1942 року. Воював на Південному, Північно-Кавказькому і 2-му Білоруському фронтах. Літав на штурмовикові Іл-2. Пройшов бойовий шлях від пілота до командира авіаційної ланки 7-го гвардійського штурмового авіаційного Севастопольського ордена Леніна полку. У січні 1943 року отримав важке поранення голови і правої ноги. Після тривалого лікування домігся повернення в свою частину. У грудні того ж 1943 року отримав опіки 2-го ступеня обличчя, рук і ніг. Член ВКП(б) з 1944 року.
Всього здійснив 105 вдалих бойових вильотів, з них 78 — як ведучий групи. Під час виконання бойових завдань знищив і пошкодив: 21 танк, 63 автомашини, 9 залізничних ешелонів, 35 гармат зенітної артилерії, до 100 коней, 40 возів з вантажем, 15 цистерн, 8 барж, 5 переправ, до 1500 солдатів і офіцерів супротивника. Брав участь у 6 повітряних боях.

### Засудження
Наприкінці лютого 1945 року разом з групою льотчиків відбув у тил для отримання нових літаків Іл-10. На початку березня, перебуваючи в стані алкогольного сп'яніння, зґвалтував неповнолітню мешканку села Кам'янка-Белінська Пензенської області.
28 травня 1945 року військовим трибуналом Приволзького військового округу засуджений за статтею 153 частина 2 Карного Кодексу РРФСР до 5 років позбавлення волі у виправно-трудовому таборі.
4 червня 1947 року позбавлений звання Героя Радянського Союзу.

### Після звільнення
Після відбуття терміну покарання деякий час мешкав у Куйбишеві, згодом переїхав до Москви. Розпочинає кар'єру журналіста і письменника. Друкується під псевдонімом Іван Арсентьєв. З 1957 року — член Спілки письменників СРСР. У 1959 році закінчив Літературний інститут імені Горького. Член КПРС з 1960 року (повторно).
30 грудня 1967 року відновлений у званні Героя Радянського Союзу.
Мешкав у Москві, де й помер 14 травня 1999 року.

## Нагороди
Указом Президії Верховної Ради СРСР від 23 лютого 1945 року за зразкове виконання бойових завдань командування на фронті боротьби з німецькими загарбниками та виявлені при цьому відвагу і героїзм, гвардії старшому лейтенантові Чернецю Івану Арсентійовичу присвоєне звання Героя Радянського Союзу з врученням ордена Леніна і медалі «Золота Зірка» (№ 5322).
Також нагороджений орденом Червоного Прапора (20.07.1944), двома орденами Вітчизняної війни 1-го ступеня (20.09.1944, 11.03.1985), орденами Червоної Зірки (30.04.1943), «Знак Пошани», Слави 3-го ступеня (07.12.1943) і медалями.
Лауреат літературної премії імені О. О. Фадеєва.